# Championnat de France de badminton interclubs
Le championnat de France de badminton Interclubs est un championnat à organisation de type pyramidal qui oppose chaque année des équipes de clubs de badminton de toute la France.

## Historique
- De 1938 à 1979, les interclubs étaient séparés par sexe : un championnat de France masculin et un championnat de France féminin qui se composaient de 1/2 finales et finale (ou finale à 3). Les hommes jouaient 9 matches et les femmes en jouaient 5.
- À partir de septembre 1979, le championnat de France interclubs devient mixte. 
Il se compose d'un championnat de 8 équipes se jouant sur 1 journée et se décomposant en 2 division : la N1 et la N2.
- Septembre 1983, apparition des barrages de montée et relégation. Retour à une seule division : la N1.
- Septembre 1987, apparition de 5 divisions : N1, N2, N3E, N3SE, N3NE
- Septembre 1988, la N3 se décompose en N3O, N3SE, N3NE
- Septembre 1989, les équipes 2 ne peuvent plus jouer en N1. La N2 se décompose en 2 divisions (N2A, N2B) et la N3 se décompose en 4 divisions (N3A, N3B, N3C, N3D)
- Septembre 1993, le championnat se compose de 2 poules de 4 équipes se jouant sur 3 journées, puis demi-finales et finale.
- Septembre 1994, le championnat revient à 8 équipes sur 3 journées.
- Septembre 1995, N1, le championnat se joue à 8 équipes sur 2 fois 3 journées, chaque équipe rencontre 2 fois chaque adversaire.
 Les autres divisions se jouent à 8 équipes sur 3 jours.
- Septembre 1997, N1, championnat de 12 équipes sur 5 journées de 9 matchs, puis play-off (demi-finales et finales).
 N2, championnat de 12 équipes sur 5 journées de 9 matchs.
 N3, championnat de 8 équipes sur 3 journées de 9 matchs.
- Septembre 2002, N1, championnat de 12 équipes sur 5 journées de 11 matchs, puis play-offs.
 N2 et N3, championnat de 9 matchs sans play-offs.
- Septembre 2004, N1, championnat de 1 matchs, pas de descente afin de passer à 16 équipes en 2005.
- Septembre 2005, N1, championnat de 16 équipes sur 7 journées, puis play-offs.
- Septembre 2007, le championnat passe sur 10 journées.
 La N1 se décompose en 2 divisions (N1A et N1B) qui chacune se décompose encore en 2 sous divisions (N1A1, N1A2, N1B1, N1B2). Chaque division se compose de 6 équipes et se rencontrent chacune 2 fois (matchs aller et retour). Les 2 meilleurs des N1A1 et N1A2 se rencontrent en play-offs.
 La N2 se décompose en 6 divisions, et la N3 se décompose en 12 divisions.
- Septembre 2011, les N1A1 et N1A2 sont renommées "TOP12 poule1 et poule2" et les N1B1 et N1B2 sont renommées "N1 poule1 et poule2".
- À cause de la pandémie de COVID-19, les saisons 2019-2020 et 2020-2021 sont déclarées blanches et aucun titre n'est attribué.

## Palmarès
Liste des vainqueurs du Championnat de France interclubs mixte :
| Saison    | Lieu                                        | Équipe championne                           | 2e place                                    | 3e place                                    | 4e place                                    |
| --------- | ------------------------------------------- | ------------------------------------------- | ------------------------------------------- | ------------------------------------------- | ------------------------------------------- |
| 2024-2025 | Fos-sur-Mer                                 | Red Star Mulhouse                           | BC Fos-sur-Mer                              | BC Chambly Oise                             | Aix Université Club Badminton               |
| 2023-2024 | Chambly                                     | BC Fos-sur-Mer                              | BC Chambly Oise                             | ASPTT Strasbourg                            | VGA Stella Saint-Maur                       |
| 2022-2023 | Élancourt                                   | BC Chambly Oise                             | BC Fos-sur-Mer                              | Red Star Mulhouse                           | Badminton Club Arras                        |
| 2021-2022 | Mulhouse                                    | BC Chambly Oise                             | ASPTT Strasbourg                            | Red Star Mulhouse                           | Aix Université Club Badminton               |
| 2020-2021 | Titres non attribués (pandémie de Covid-19) | Titres non attribués (pandémie de Covid-19) | Titres non attribués (pandémie de Covid-19) | Titres non attribués (pandémie de Covid-19) | Titres non attribués (pandémie de Covid-19) |
| 2019-2020 | Titres non attribués (pandémie de Covid-19) | Titres non attribués (pandémie de Covid-19) | Titres non attribués (pandémie de Covid-19) | Titres non attribués (pandémie de Covid-19) | Titres non attribués (pandémie de Covid-19) |
| 2018-2019 | Saint-Dié-des-Vosges                        | BC Chambly Oise                             | CB Aulnay-sous-Bois                         | Badminton Club Arras                        | Aix Université Club Badminton               |
| 2017-2018 | Andrézieux-Bouthéon                         | BC Chambly Oise                             | Issy-les-Moulineaux BC                      | ASPTT Strasbourg                            | CB Aulnay-sous-Bois                         |
| 2016-2017 | Chambly                                     | BC Chambly Oise                             | Issy-les-Moulineaux BC                      | Aix Université Club Badminton               | CB Aulnay-sous-Bois                         |
| 2015-2016 | Thionville                                  | BC Chambly Oise                             | Issy-les-Moulineaux BC                      | Aix Université Club Badminton               | ASPTT Strasbourg                            |
| 2014-2015 | Kindarena, Rouen                            | BC Chambly Oise                             | Aix Université Club Badminton               | Issy-les-Moulineaux BC                      | ASPTT Strasbourg                            |
| 2013-2014 | Aix-en-Provence                             | BC Chambly Oise                             | Aix Université Club Badminton               | Issy-les-Moulineaux BC                      | ASPTT Strasbourg                            |
| 2012-2013 | Tours                                       | ASPTT Strasbourg                            | BC Chambly Oise                             | Issy-les-Moulineaux BC                      | Aix Université Club Badminton               |
| 2011-2012 | Rochefort                                   | Issy-les-Moulineaux BC                      | BC Chambly Oise                             | ASPTT Strasbourg                            | Bordeaux Union Saint-Bruno                  |
| 2010-2011 | La Teste-de-Buch                            | Bordeaux Union Saint-Bruno                  | Lagardère Paris Racing                      | Issy-les-Moulineaux BC                      | Aix Université Club Badminton               |
| 2009-2010 | Strasbourg                                  | Issy-les-Moulineaux BC                      | Bordeaux Union Saint-Bruno                  | Lagardère Paris Racing                      | ASPTT Strasbourg                            |
| 2008-2009 | Élancourt                                   | Issy-les-Moulineaux BC                      | ASPTT Strasbourg                            | Lagardère Paris Racing                      | Aix Université Club Badminton               |
| 2007-2008 | Limoges                                     | BC Fos-Ouest Provence                       | Bordeaux Union Saint-Bruno                  | Lagardère Paris Racing                      | Issy-les-Moulineaux BC                      |
| 2006-2007 | Cholet                                      | Issy-les-Moulineaux BC                      | Racing Club de France                       | ASPTT Strasbourg                            | Lille Université Club                       |
| 2005-2006 | Bordeaux                                    | Issy-les-Moulineaux BC                      | Racing Club de France                       | Aix Université Club Badminton               | BC Fos-Ouest Provence                       |
| 2004-2005 | Bagnols-sur-Cèze                            | Aix Université Club Badminton               | Issy-les-Moulineaux BC                      | Racing Club de France                       | BC Fos-Ouest Provence                       |
| 2003-2004 | Nancy-Laxou                                 | Issy-les-Moulineaux BC                      | Racing Club de France                       | Aix Université Club Badminton               | Saint-Maur SSSM                             |
| 2002-2003 | Castelnaudary                               | Issy-les-Moulineaux BC                      | Aix Université Club Badminton               | ASPTT Strasbourg                            | Racing Club de France                       |
| 2001-2002 | Aix-en-Provence                             | Aix Université Club Badminton               | Issy-les-Moulineaux BC                      | BC Fos-sur-Mer                              | ASPTT Strasbourg                            |
| 2000-2001 | Strasbourg                                  | Racing Club de France                       | Aix Université Club Badminton               | ASPTT Strasbourg                            | Clichy CSC                                  |
| 1999-2000 | Nîmes                                       | Aix Université Club Badminton               | Racing Club de France                       | CEBA Strasbourg                             | BC Fos-sur-Mer                              |
| 1998-1999 | Saint-Maur                                  | Racing Club de France                       | BC Fos-sur-Mer                              | CEBA Strasbourg                             | SMBC Saint-Maurice                          |
| 1997-1998 | Tours                                       | Racing Club de France                       | Issy-les-Moulineaux BC                      | Aix Université Club Badminton               | CEBA Strasbourg                             |
| 1996-1997 | sans phase finale                           | Issy-les-Moulineaux BC                      | Racing Club de France                       | SMBC Saint-Maurice                          | Aix Université Club Badminton               |
| 1995-1996 | sans phase finale                           | Issy-les-Moulineaux BC                      | Racing Club de France                       | CEBA Strasbourg                             | Lille Université Club                       |
| 1994-1995 | sans phase finale                           | Issy-les-Moulineaux BC                      | Lille Université Club                       | HBC Le Havre                                | CEBA Strasbourg                             |
| 1993-1994 | Le Havre                                    | Issy-les-Moulineaux BC                      | HBC Le Havre                                | Racing Club de France                       | Lille Université Club                       |
| 1992-1993 | La Bassée                                   | CEBA Strasbourg                             | Issy-les-Moulineaux BC                      | Lille Université Club                       | Racing Club de France                       |
| 1991-1992 | Le Havre                                    | HBC Le Havre                                | Racing Club de France                       | Issy-les-Moulineaux BC                      | Lille Université Club                       |
| 1990-1991 | Nogent-sur-Marne                            | Issy-les-Moulineaux BC                      | Racing Club de France                       | Lille Université Club                       | HBC Le Havre                                |
| 1989-1990 | Moulins                                     | Issy-les-Moulineaux BC                      | Lille Université Club                       | Racing Club de France                       | HBC Le Havre                                |
| 1988-1989 | Noisiel                                     | Racing Club de France                       | Lille Université Club                       | Issy-les-Moulineaux BC                      | HBC Le Havre                                |
| 1987-1988 | Le Havre                                    | HBC Le Havre                                | Racing Club de France                       | Issy-les-Moulineaux BC                      | BASE Evry                                   |
| 1986-1987 | Cannes                                      | ASEBAD Évry                                 | HBC Le Havre                                | Racing Club de France                       | Issy-les-Moulineaux Avia Club               |
| 1985-1986 | Le Havre                                    | Racing Club de France 1                     | HBC Le Havre                                | Racing Club de France 2                     | LCH Le Havre                                |
| 1984-1985 | Issy-les-Moulineaux                         | Racing Club de France 1                     | HBC Le Havre                                | LCH Le Havre                                | Racing Club de France 2                     |
| 1983-1984 | Le Havre                                    | Racing Club de France 1                     | HBC Le Havre                                | LCH Le Havre                                | USL Lillebonne                              |
| 1982-1983 | Aubervilliers                               | Racing Club de France 1                     | HBC Le Havre                                | Racing Club de France 2                     | MB Morsang sur Orge                         |
| 1981-1982 | Le Havre                                    | Racing Club de France 1                     | HBC Le Havre                                | Racing Club de France 2                     | LCH Le Havre                                |
| 1980-1981 | Paris                                       | Racing Club de France 1                     | HBC Le Havre                                | MB Morsang-sur-Orge                         | USL Lillebonne                              |
| 1979-1980 | Le Havre                                    | Racing Club de France 1                     | Racing Club de France 2                     | HBC Le Havre                                | LCH Le Havre                                |

## Top des clubs champions
Classement à l'issue de la saison 2024-2025 : 
| Rang | Club                                                   | Nombre de titres | Nombre de 2es places |
| ---- | ------------------------------------------------------ | ---------------- | -------------------- |
| 1er  | Issy-les-Moulineaux Badminton Club - IMBC92            | 13               | 7                    |
| 2e   | Racing Club de France/Lagardère Paris Racing - RCF/LPR | 11               | 11                   |
| 3e   | Badminton Club Chambly Oise                            | 8                | 3                    |
| 4e   | Aix Université Club Badminton - AUCB                   | 3                | 4                    |
| 5e   | Le Havre Badminton Club - HBC                          | 2                | 8                    |
| 6e   | CEBA Strasbourg / ASPTT Strasbourg                     | 2                | 2                    |
| 7e   | Badminton Club Fos-sur-Mer - BCF                       | 2                | 2                    |
| 8e   | Bordeaux Union Saint-Bruno - USB                       | 1                | 2                    |
| 9e   | BASE Evry Red Star Mulhouse                            | 1                | 0                    |

Le Lille Université Club est, avec 3 finales perdues, le club ayant été le plus souvent finaliste sans avoir remporté le championnat.